# Conrad de Meissen
Conrad, supranumit cel Mare (n. 1098 – d. 5 februarie 1157, Petersberg, Saxonia-Anhalt, Germania), aparținând Casei de Wettin, a fost margraf de Meissein între 1123 și 1156. De asemenea, a fost conte de Wettin, Brehna și Camburg de dinainte de 1116.
Conrad a fost fiul lui Thimo, conte de Brehna, membru al casei de Wettin, cu Ida, fiica ducelui Otto de Nordheim.
În 1123 Conrad a devenit conte de Eilenburg. În același an, Lothar de Supplinburg, ducele Saxoniei, l-a numit margraf de Meissen, în locul lui Wiprecht de Groitzsch care fusese preferatul împăratului Henric al V-lea. De asemenea, Lothar l-a numit margraf de Luzacia pe Albert Ursul, în timp ce Henric l-a numit pe același Wiprecht la cârmuirea acelei mărci. Wiprecht nu a reușit să își impună puterea împotriva celor doi oponenți ai săi, astfel că în 1124 Conrad și-a asigurat stăpânirea din Meißen. În 1136 Lothar, devenit împărat, l-a numit pe Conrad și la conducerea Luzaciei. De atunci Luzacia Superioară a rămas parte a Mărcii de Meissen, iar Marca de Luzacia a fost redusă doar la Niederlausitz (Luzacia Inferioară).
În 1143 Conrad a devenit conte de Groitzsch, Rochlitz, Vogt, Chemnitz și Naumburg. În 1147, pe când regele Conrad al III-lea era plecat pentru a participa la Cruciada a doua, Conrad cel Mare s-a raliat cauzei lui Henric Leul, Adalbert de Salzwedel, Albert Ursul și a arhiepiscopilor de Magdeburg și Bremen, pentru a organiza cruciada împotriva slavilor obodriți și wagri. În august, Conrad și Albert Ursul, alături de episcopii de Magdeburg, Havelburg și Brandenburg, și-a masat forțele la Magdeburg. Principele obodrit Niklot a fost asediat în fortărețele sale Dubin și Dimin. Atât Niklot cât și alt principe obodrit, Pribislav, au fost nevoiți să accepte creștinismul și să încheie pace.
În anii următori el a întemeiat Mănăstirea Sf. Petru din Lauterberg (Petersberg) unde s-a retras la 30 noiembrie 1156. A fost înmormântat tot acolo alături de soția sa, Luitgarda (sau Lucarda), fiică a contelui Adalbert de Elchingen-Ravenstein și a soției sale, Bertha de Hohenstaufen, fiica ducelui Frederic I de Suabia cu Agnes de Waiblingen.

## Căsătorie și urmași
Luitgarda de Elchingen-Ravenstein, cu care Conrad s-a căsătorit înainte de 1119, i-a oferit mulți copii. Cel mai mare dintre fiii care i-au supraviețuit, Otto, i-a succedat în Meissen, iar al doilea, Dietrich I, în Luzacia. Un alt fiu, Henric I de Wettin a fost căsătorit cu Sofia de Sommerschenburg, contesă palatină de Saxonia, fiică a contelui Fredric al II-lea de Sommerschenburg și a contesei Liutgarda de Stade, regina văduvă a Danemarcei.
Urmașii săi au fost:
- Henric (a murit tânăr),
- Otto,
- Dietrich,
- Dedi, devenit, după fratele său Dietrich, margraf de Luzacia;
- Henric, căsătorit prima dată cu Sofia de Sommerschenburg (d. 1189 sau 1190), fiică a contelui Fredric al II-lea de Sommerschenburg, conte palatin de Saxonia;
- Frederic,
- Oda,
- Adela, devenită regină a Danemarcei;
- Bertha,
- Sofia,
- Gertruda,
- Agnes, devenită principesă-abatesă de Quedlinburg.